# Episodi di Bachelor Father (serie televisiva 1957) (seconda stagione)
La seconda stagione della serie televisiva Bachelor Father è andata in onda negli Stati Uniti dal 14 settembre 1958 al 7 giugno 1959 sulla CBS.
| nº | Titolo originale                 | Prima TV USA      |
| -- | -------------------------------- | ----------------- |
| 1  | Bentley and the Finishing School | 14 settembre 1958 |
| 2  | Parent's Night                   | 28 settembre 1958 |
| 3  | Bentley Leads a Dog's Life       | 12 ottobre 1958   |
| 4  | Bentley and the Teenage Siren    | 26 ottobre 1958   |
| 5  | Bentley & Peter's Teacher        | 9 novembre 1958   |
| 6  | Bentley and the Wedding Bells    | 23 novembre 1958  |
| 7  | Kelly's Mad Crush                | 7 dicembre 1958   |
| 8  | Bentley's Big Case               | 21 dicembre 1958  |
| 9  | Bentley's Economy Wave           | 4 gennaio 1959    |
| 10 | Decisions, Decisions             | 18 gennaio 1959   |
| 11 | Bentley and the Kleptomaniac     | 1º febbraio 1959  |
| 12 | A Phone for Kelly                | 15 febbraio 1959  |
| 13 | Bentley, the Star Maker          | 1º marzo 1959     |
| 14 | Bentley the Proud Father         | 15 marzo 1959     |
| 15 | Bentley's Aunt Caroline          | 29 marzo 1959     |
| 16 | Bentley, Man of Steel            | 12 aprile 1959    |
| 17 | Bentley and the Motorcycle       | 26 aprile 1959    |
| 18 | Bentley, the Organizer           | 10 maggio 1959    |
| 19 | Bentley and the Beauty Contest   | 24 maggio 1959    |
| 20 | Bentley, the Hero                | 7 giugno 1959     |

## Bentley and the Finishing School
- Prima televisiva: 14 settembre 1958

### Trama
- Guest star: Shirley Mitchell (Kitty Deveraux), Jack Albertson (Charlie Sharpe), Jean Carson (Winnie Sharpe), Bartlett Robinson (Phil Corey), Keva Zajic (Julie Corey), Florida Friebus (Mrs. Marquand), Melody McGowan (Miss Gibbons)

## Parent's Night
- Prima televisiva: 28 settembre 1958

### Trama
- Guest star: Joanna Moore (Diane Webster), Shirley Mitchell (Kitty Deveraux), Karl Swenson (Charley Burton), Arthur Marshall (Harvey Apdorfer), Sondra Rodgers (Miss Conklin), John Hiestand (uomo)

## Bentley Leads a Dog's Life
- Prima televisiva: 12 ottobre 1958

### Trama
- Guest star: Howard McNear (dottor Sperber), Shirley Mitchell (Kitty Deveraux), Zachary Charles (Hank), Gavin Gordon (Man with Dog), Olan Soule (Airport Attendant), Maggie Magennis (Dorothy)

## Bentley and the Teenage Siren
- Prima televisiva: 26 ottobre 1958

### Trama
- Guest star: Jenny Maxwell (Valerie Swanson), Frank Albertson (Charlie Swanson), Darah Marshall (Alisha Culpepper), John Hiestand (Herb), Irene Windust (Nancy Armstrong), Thom Conroy (Paul), Ric Rondell (Tommy), Dennis Kerlee (Dick), Terry Dunavan (Bill), Shelby Benson (Carol)

## Bentley & Peter's Teacher
- Prima televisiva: 9 novembre 1958

### Trama
- Guest star: Elisabeth Fraser (Miss Cutler), Jennifer Lea (Carol Sears), Zachary Charles (Hank), Jack Petruzzi (Carlo)

## Bentley and the Wedding Bells
- Prima televisiva: 23 novembre 1958

### Trama
- Guest star: Jane Withers (Lucille Barlow), Elvia Allman (Ruby Polk), Joseph Mell (Melvin Polk), Robert Nichols (Dave Adams), Robert Nash (giudice Burke), Elaine Conte (Miss Shaw)

## Kelly's Mad Crush
- Prima televisiva: 7 dicembre 1958

### Trama
- Guest star: Ronnie Burns (se stesso), Jana Lund (Lorraine), Jim Lake (Fred), June Svedin (Susan)

## Bentley's Big Case
- Prima televisiva: 21 dicembre 1958

### Trama
- Guest star: Shirley Mitchell (Kitty Deveraux), Joe DeRita (Arthur Fletcher), Veda Ann Borg (Florence Fletcher), Robert Carson (giudice Stennis), Olan Soule (ufficiale pubblico)

## Bentley's Economy Wave
- Prima televisiva: 4 gennaio 1959

### Trama
- Guest star: Shirley Mitchell (Kitty Deveraux), Richard Deacon (Mr. Haris), Irving Bacon (Sam L. Clevinger), Judy Bamber (Eve Carter), Johnny Silver (Charlie), Chuckie Bradley (Sally)

## Decisions, Decisions
- Prima televisiva: 18 gennaio 1959

### Trama
- Guest star: Karl Swenson (Charlie Burton), Shirley Mitchell (Kitty Deveraux), Ronnie Haran (Ellen Burton), Joel Crothers (Richard), Ric Rondell (Tom), Ann McCrea (Diana Rogers), John Rayborn (Bruce), Phil Arnold (Armond)

## Bentley and the Kleptomaniac
- Prima televisiva: 1º febbraio 1959

### Trama
- Guest star: Joan Vohs (Elaine Meechim)

## A Phone for Kelly
- Prima televisiva: 15 febbraio 1959

### Trama
- Guest star: Paula Raymond (Susan Carver), John Hiestand (Ted), John Eldredge (Herb), Bernadine Gluck (Helen), Mabel Forrest (Botique Customer)

## Bentley, the Star Maker
- Prima televisiva: 1º marzo 1959

### Trama
- Guest star: Joan Vohs (Elaine Meechim), Linda Kane (Helen), Isa Ashdown (Nancy)

## Bentley the Proud Father
- Prima televisiva: 15 marzo 1959

### Trama
- Guest star: Whit Bissell (Frank Gibson), Cheryl Holdridge (Gloria Gibson), Carl Crow (Steve), Norma French (Miss Pierce), John Hiestand (Committee Member), Barbara O'Day (Lady at Carnival), Scotty Morrow (Boy at Carnival)

## Bentley's Aunt Caroline
- Prima televisiva: 29 marzo 1959

### Trama
- Guest star: Shirley Mitchell (Kitty Deveraux), Lurene Tuttle (Zia Caroline Gregg), Charles Watts (Fred Grant), Irene Windust (Nancy Armstrong), Ric Rondell (Tom), Chiyo Toto (Mei Lan), Karie Shindo (Bessie Lu)

## Bentley, Man of Steel
- Prima televisiva: 12 aprile 1959

### Trama
- Guest star: Mari Aldon (Amanda Armstrong), Pat McCaffrie (Chuck Forrest), William Newell (Mr. Armstrong), Mel Pogue (Delivery Boy)

## Bentley and the Motorcycle
- Prima televisiva: 26 aprile 1959

### Trama
- Guest star: Shirley Mitchell (Kitty Deveraux), Barbara Bestar (Marjorie Watson), Dick Kallman (Mike Brinkerhoff), Callen John Thomas Jr. (ragazzo), Jack Carr (Waldo)

## Bentley, the Organizer
- Prima televisiva: 10 maggio 1959

### Trama
- Guest star: Margaret Brayton (Lillian Carter), Jess Kirkpatrick (Mr. Carter), Kate Manx (Anne Gordon), Gene Saks (Fred), Eddie Marr (Mr. Driscoll), Frank Sully (Plumber), George Cisar (Painter)

## Bentley and the Beauty Contest
- Prima televisiva: 24 maggio 1959

### Trama
- Guest star: Suzanne Lloyd (Alicia Dominguez), Pat McCaffrie (Chuck Forrest), Edward Colmans (Carlos Dominguez), Tina Menard (Carmelita Espenoza), Corinne Cole (Miss Saskatchewan), Ann Palmer (Miss Dallas)

## Bentley, the Hero
- Prima televisiva: 7 giugno 1959

### Trama
- Guest star: Shirley Mitchell (Kitty Deveraux), Patricia Michon (Carol Stewart), Ralph Dumke (Mr. Saunders), Carol Byron (Elaine), Madeleine Regul (Woman with Beach Ball)